# Rio Yapacani
O rio Yapacaní é um curso de água da bacia do rio Amazonas, que se origina nas formações subandinas Amboro Parque Nacional, recebe águas de numerosos rios e córregos afluentes. Nascido da confluência dos rios Heights Yapacaní e rio Surutú nas coordenadas 17° 24' 35" S 63° 50' 33" O A partir deste ponto o rio corre em um sentido noroeste a sua foz no rio Grande nas coordenadas 15° 58' 25" S 64° 31' O.